# Замок Дандерн

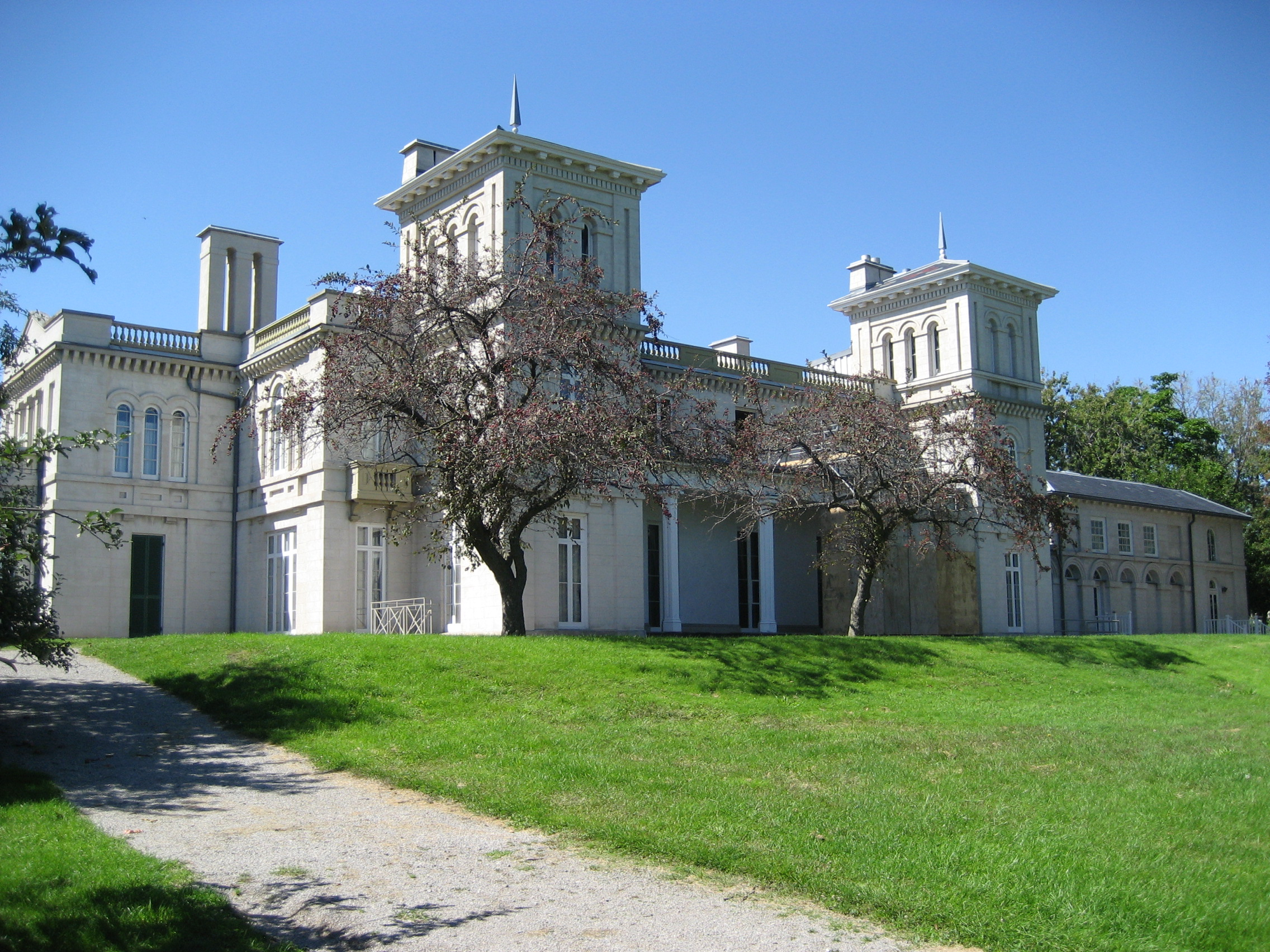
Замок Дандерн (задня частина, яка виходить до затоки Берлінґтон)

Замок Дандерн — це історичне неокласичне шато на бульварі Йорк у Гамільтоні, Онтаріо, Канада. На будівництво замку площею 1700 м² пішло три роки, вартість спорудження винесла 175 000 доларів, і він був завершений у 1835 році. Сорокакімнатний замок мав новітні зручності – газове освітлення та водопровід. Зараз він належить місту Гамільтон, яке придбало його в 1899-1900 році за 50 000 доларів. Місто витратило майже 3 мільйони доларів на реконструкцію споруди, щоб зробити її відкритою для відвідувачів. Кімнати були відреставровані до вигляду, який вони мали до 1855 року, коли його власник сер Аллан Неп'єр Макнаб, 1-й баронет, був на піку своєї кар'єри. Костюмовані екскурсоводи провадять відвідувачів по дому, ілюструючи повсякденне життя з 1850-х років. Герцогиня Корнвольська, яка походить з родини сера Аллана Макнаба, є монаршою покровителькою замку Дандерн.

## Історія
Замок Дандерн, будинок регентства, був завершений у 1835 році архітектором Робертом Чарлзом Ветереллом. Макнаб придбав ділянку у Річарда Бізлі, одного з перших поселенців Гамільтона, коли фінансові труднощі змусили Бізлі продати землі в Берлінґтон-Гайтс (сучасний парк Дандерн), і Макнаб побудував замок Дандерн на фундаменті цегляного будинку Бізлі. По завершенні будови, замок Дандерн прославився на всю країну своїми грандіозними забавами. Серед гостей, які там розважались, були Сер Джон А. Макдональд і король Едвард VII.
Сер Аллан Макнаб, пізніше прем'єр-міністр об'єднаної провінції Канади між 1854 і 1856 роками, найняв архітектора Роберта Ветерела, і будівництво цієї величної споруди було завершене в 1835 році. Колонада і портик були добудовані в 1855 році в рамках підготовки до весілля дочки Макнаба Софії.
Після смерті Макнаба маєток використовувався як установа для глухонімих, а потім був придбаний у 1872 році Дональдом МакІннесом, який потім продав Дандерн місту Гамільтону в 1899 році. 1 червня 1928 року був відкритий для публіки пташиний вольєр Гамільтона в замку Дандерн. Наприкінці 1960-х замок Дандерн був відновлений як проєкт до сторіччя Канади. В 1984 році він визнаний національним історичним місцем Канади. У 1996 році пташиний вольєр був переведений до Черчілль-парку у Вестдейлі.
На честь замку Дандерн була скомпонована спеціальна шотландська церемоніальна мелодія для волинки.

## Військовий музей Гамільтона
У прилеглому парку розміщений військовий музей Гамільтона, який займає флігель, що був перенесений сюди при розширенні вулиці Йорк-стріт у 1970-х роках. Експозиція представляє події війни 1812 року, заворушень 1837 року, англо-бурську війну, Першу світову війну, Другу світову війну та роль жінок в армії. Експонати включають уніформу, медалі, зброю, фотографії та інші військові пам’ятні речі. У музеї також є бібліотека з матеріалами про військову історію Канади, яка працює за попереднім записом.

## Територія

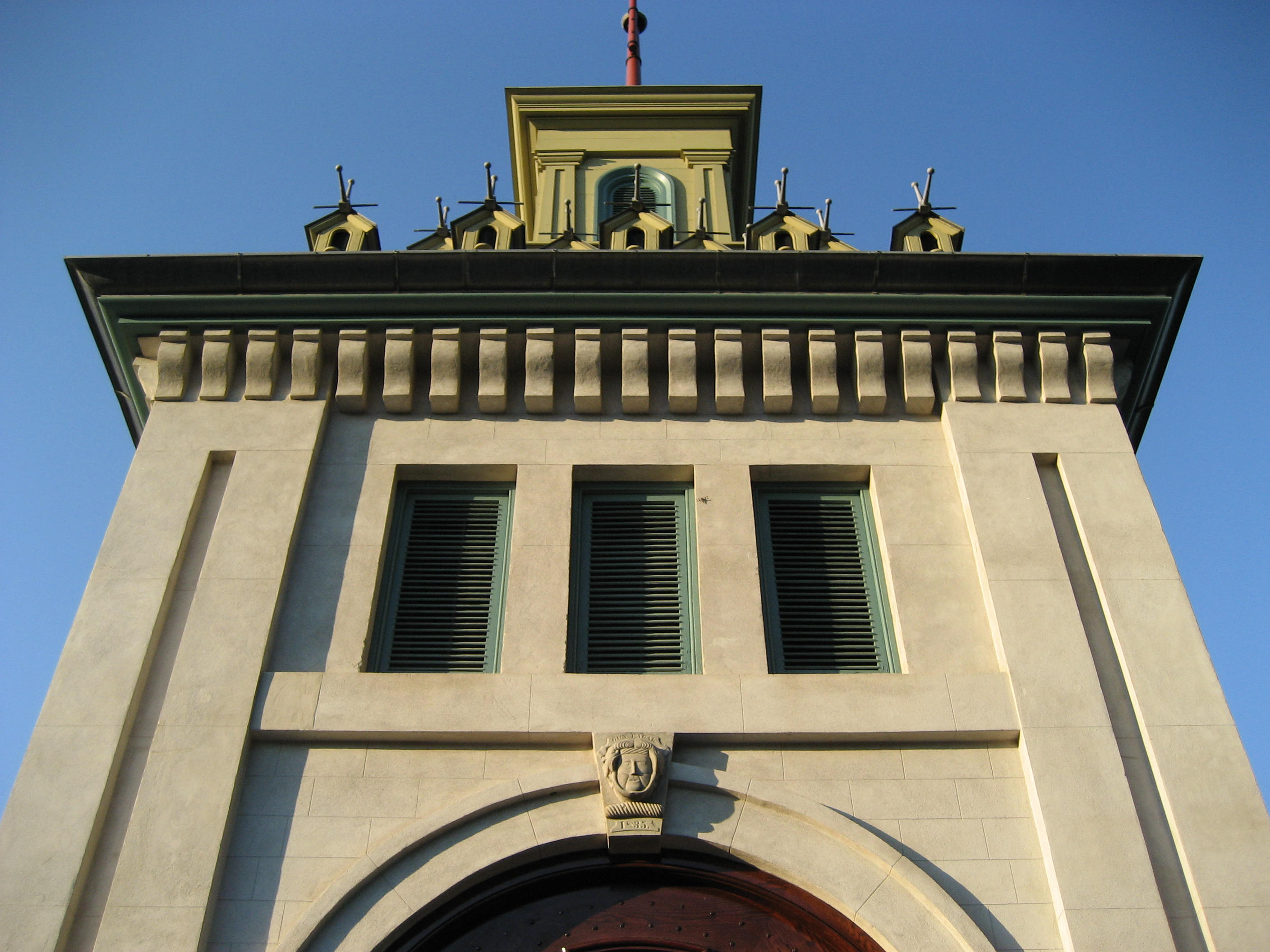
Парк Дандерн, будівля пташиного вольєру

Замок Дандерн працює як громадський музей, в той час на його території також розміщені інші пам'ятки. Парк Дандерн і пов'язані з ним зелені насадження є улюбленими місцями для весільних фотографій. Театр «Кокпіт» проводив на території замку принагідні вистави на свіжому повітрі.
У середині 1980-х років із південно-східної частини парку було вилучено велику німецьку гармату — трофей часів Першої світової війни, встановлену там раніше. Приблизно до 1990 року тут був пташиний вольєр, який був перенесений до району Вестдейл у Гамільтоні. Колишній критий павільйон був захистком для бажаючих мати там пікнік, але в останні кілька років на його місці влаштували сад, закритий для відвідувачів. Оригінальна парадна брама входу в парк була привезена з Англії, а кам'яні стовпи були вирізані з каменю, привезеного з каменоломень Дандасу в Онтаріо. У 1931 році частини воріт були зняті і перенесені до гольф-клубу Чедок.

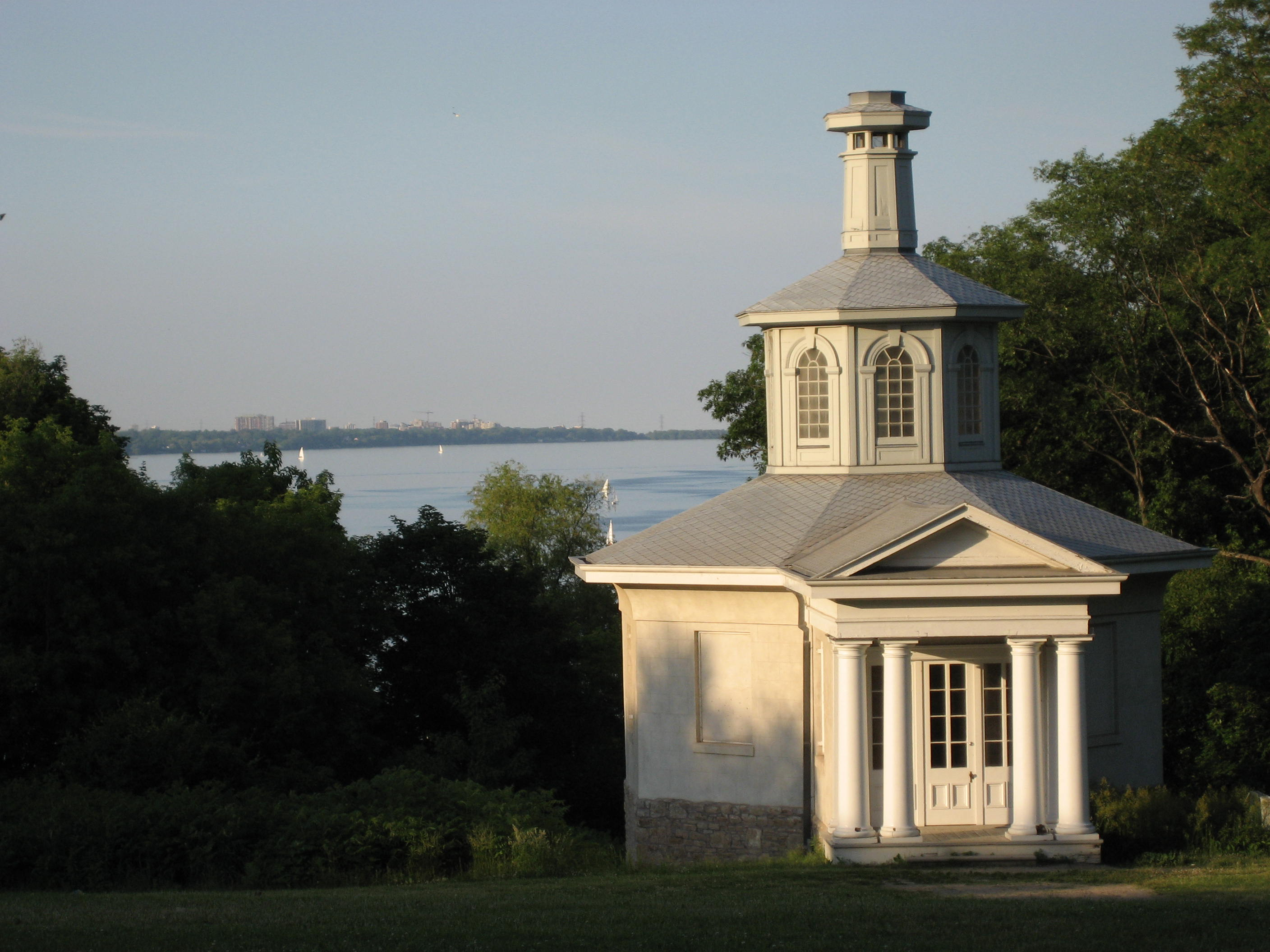
Каприз у Дандерн-парку

У парку Дандерн є свій каприз, на схід від замку. Виконуючи свою мету, він збивав з пантелику деяких людей, які вважали його театром, пральнею, будинком для човнів, маслозаводом, офісом, римо-католицькою каплицею дружини сера Аллана або навіть рингом півнячих боїв, хоча жодних доказів останнього використання так і не було знайдено. Міська легенда свідчить, що в маєтку було багато тунелів, які вели від замку до різних частин маєтку, а один із входів був через каприз.
Сер Аллан Нейпір Макнаб спочатку був похований у 1862 році на території парку Дандерн між замком Дандерн і Касл-Дін на розі Лок-стріт і Текумзе-стріт. У 1909 році його тіло перепоховали на кладовищі Гробу Господнього в західному Гамільтоні. Його могила не була позначена до 1967 року, відтак Канадський клуб Гамільтона поставив лавку та надгробок.
20 липня 2014 року в музеї Філдкот в Анкастері було відкрито вигнуту на 360 градусів дошку, присвячену 200-річчю найважливішого та найбільшого масового повішення в історії Канади – страти дев'ятьох чоловіків, засуджених за державну зраду під час війни 1812 року. Ця подія відома як англ. The Bloody Assize. Чоловіків вивезли з Йорка, тодішньої столиці Верхньої Канади, і стратили поблизу сучасної вулиці Інчбері на східному краю Парку Дандерн. Точного місця їхнього поховання досі не виявлено.
Біля східного краю парку розбитий великий сад та город. Його врожай використовують на кухні замку, а надлишок передається в місцевий продовольчий банк. Екскурсії по замку закінчуються на кухні, де туристам пропонують зразки страв тієї епохи.

## Зовнішні посилання
- "Замок Дандерн" [Архівовано 17 лютого 2022 у Wayback Machine.], Культура та відпочинок, Гамільтон